# ピュライメネース
ピュライメネース（古希: Πυλαιμένης, Pylaimenēs）は、ギリシア神話の人物で、エネトイ人、あるいはパプラゴニア人の王である。長母音を省略してピュライメネスとも表記される。ビルサテースの子、あるいはメリウスの子。ハルパリオーンの父。
ピュライメネースは内乱が起こったとき、パプラゴニアから追放されたという。その後、トロイア戦争のときにパフラゴニア人を率いてトロイアを救援し、ギリシア軍と戦ったが、『イーリアス』の初日にメネラーオスに討たれた。さらにアンティロコスはピュライメネースの御者ミュドーンを討ち、馬を奪った。しかしホメーロスは後に息子ハルパリオーンがメーリオネースに討たれ、その遺体をイーリオス城に運ぶとき、ピュライメネースもそれに付き添ったと述べており、物語に矛盾があることが古くから指摘されている。
一説によればピュライメネースはアキレウスに討たれた。また戦後、ピュライメネースの部下たちはアンテーノールとともにイタリアに移住した。